# Jill Tweedie
Jill Sheila Tweedie (* 22. Mai 1936 in Kairo, Ägypten; † 12. November 1993 in London, England) war eine einflussreiche britische Feministin, Autorin und Rundfunksprecherin.

## Leben
Tweedie ging auf die unabhängige Croydon High School in Croydon, Süd-London. Sie ist vor allem für ihre Kolumne Briefe einer schwachen Feministin (1969–1988) im Guardian über feministische Themen und für ihre Autobiografie Eating Children (1993) bekannt. Sie trat als Nachfolgerin von Mary Stott als Hauptkolumnistin auf der Frauenseite des Guardian an. Ihr leichter Stil und ihre linksgerichtete Einstellung spiegeln den Geist des britischen Feminismus in den 1970er und 1980er Jahren wider.
Im November 2005 war sie eine von nur fünf Frauen, die in der 40-köpfigen Galerie der einflussreichsten britischen Journalisten der Press Gazette vertreten waren. Sie war Autorin der BBC-Sitcom The Fainthearted Feminist von 1984. Sie ist auf einem Gruppenporträt in der National Portrait Gallery (NPG6247) mit anderen Mitarbeitern der Guardian Women’s Page, Mary Stott, Polly Toynbee, Posy Simmonds und Liz Forgan, zu sehen.

### Privates
Tweedie war dreimal verheiratet: 1954 heiratete sie den ungarischen Grafen Bela Cziraky, mit dem sie zwei Kinder hatte. Aus einer Ehe 1963 mit Bob d’Ancona ging ein weiterer Sohn hervor. Im Jahr 1973 heiratete sie schließlich den Journalisten Alan Brien, der bis zu ihrem Tod an einer Motoneuron-Krankheit im Jahr 1993 ihr Partner blieb.

## Veröffentlichungen
- In the name of love. Cape, London 1979 (dt. Ausgabe: Die sogenannte Liebe. Rowohlt, Reinbek bei Hamburg 1982, ISBN 3-498-06474-6).
- It’s only me: pieces from a column. Robson Books, London 1980, ISBN 0-86051-123-5.
- Bliss.  Heinemann, London 1984, ISBN 0-434-79983-1.
- Jewels. W. Morrow, New York 1984, ISBN 0-688-04181-7.
- Eating Children. Penguin Books, London 1994, ISBN 0-14-017767-1.